# Иден Ајл (Луизијана)
Иден Ајл (енгл. Eden Isle) насељено је место без административног статуса у америчкој савезној држави Луизијана.

## Демографија
По попису из 2010. године број становника је 7.041, што је 780 (12,5%) становника више него 2000. године.
| Група             | 2000.         | 2010.         |
| Белци             | 5.703 (91,1%) | 5.972 (84,8%) |
| Афроамериканци    | 165 (2,6%)    | 439 (6,2%)    |
| Азијати           | 137 (2,2%)    | 245 (3,5%)    |
| Хиспаноамериканци | 153 (2,4%)    | 272 (3,9%)    |
| Укупно            | 6.261         | 7.041         |